# جوزيف ميتشيل
جوزيف ميتشيل (بالإنجليزية: Joseph Mitchell)‏ هو سياسي أمريكي، ولد في 25 مارس 1922 في الولايات المتحدة، وتوفي في 26 مارس 1993 في بانيل في الولايات المتحدة. انتخب مدير المدينة نيوبورغ (17 أكتوبر 1960 – 6 سبتمبر 1963).